# Jadranski derbi
Jadranski derbi je dvoboj između dva najveća hrvatska nogometna kluba koja dolaze s jadranske obale, Rijeke i splitskog Hajduka. Svaka nova utakmica ova dva velika rivala znači veliki dvoboj na terenu, ali i na tribinima gdje se nadglasavaju riječka Armada i splitska Torcida.
Posebno zanimljivi derbiji bili su u finalu Kupa maršala Tita 1987. godine, kada je pobjedu odnio Hajduk, te u finalu Hrvatskog kupa 2005. kada su Riječani osvojili trofej. U završnici sezone 1998./99. na Poljudu je Rijeka pobijedila Hajduk 3-1 te je cijeli stadion počeo skandirati riječkim nogometašima, koji su već bili na ulasku u svlačionicu, ali su se na poziv tadašnjeg trenera Nenada Gračana vratili na teren i pozdravili Torcidu. Taj je slučaj ušao u anale hrvatskog nogometa kao nezabilježena pojava da navijači skandiraju nogometašima protivničke momčadi, pogotovo velikog rivala.
Mnogi su nogometaši igrali za oba kluba; neki od njih su Nenad Gračan, Tomislav Erceg, Mladen Mladenović, Elvis Brajković, Igor Musa, Krunoslav Rendulić, Nino Bule, Luka Vučko, Stjepan Skočibušić, Siniša Linić, Dario Jertec, Anas Sharbini, Ahmad Sharbini i drugi.